# Kanton Bruay-la-Buissière
Kanton Bruay-la-Buissière (francouzsky Canton de Bruay-la-Buissière) je francouzský kanton v departementu Pas-de-Calais v regionu Hauts-de-France. Tvoří 12 obcí. Před reformou kantonů 2014 ho tvořilo pouze město Bruay-la-Buissière.

## Obce kantonu
od roku 2015:
- Bajus
- Beugin
- Bruay-la-Buissière
- Caucourt
- La Comté
- Estrée-Cauchy
- Fresnicourt-le-Dolmen
- Gauchin-Légal
- Hermin
- Houdain
- Maisnil-lès-Ruitz
- Rebreuve-Ranchicourt

před rokem 2015:
- Bruay-la-Buissière